# Биркенау (Оденвальд)
Биркенау (нем. Birkenau) — община в Германии, в земле Гессен. Подчиняется административному округу Дармштадт. Входит в состав района Бергштрасе. Население составляет 10 029 человек (на 31 декабря 2010 года). Занимает площадь 24,56 км².
Община подразделяется на 7 сельских округов.

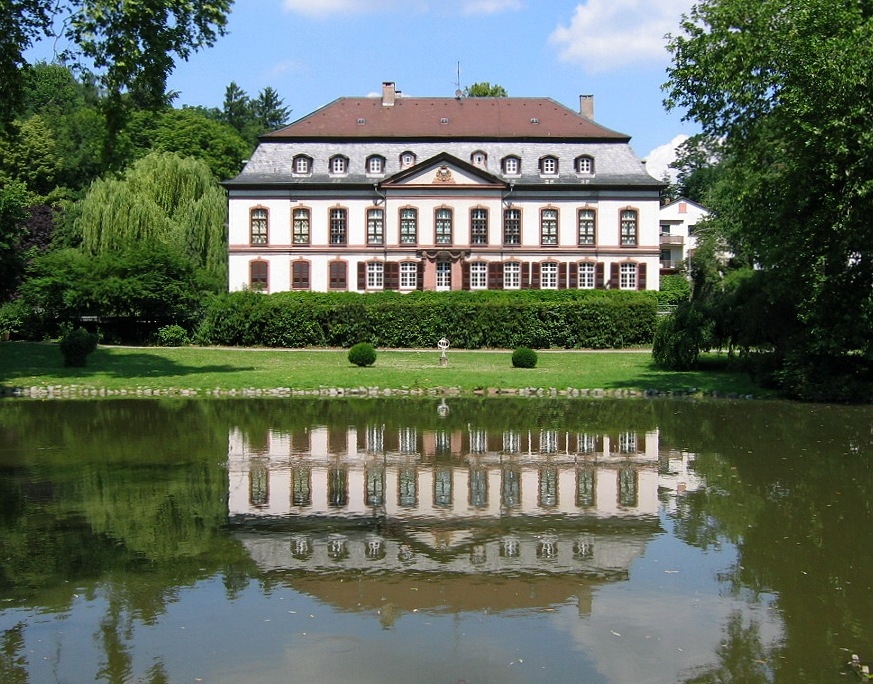
Замок Биркенау